# Hoessein-McMahoncorrespondentie

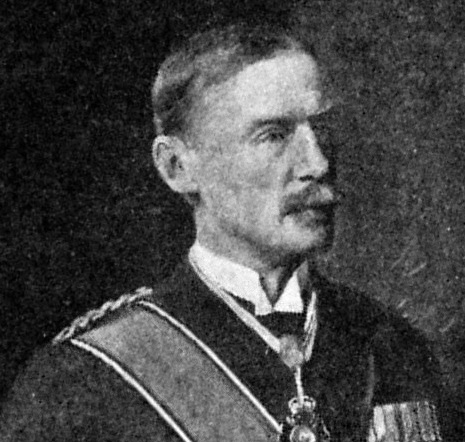
Henry McMahon

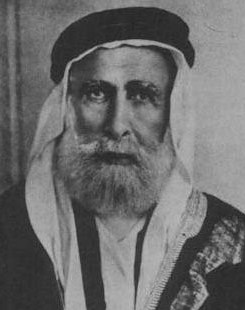
Hoessein bin Ali

De Hoessein-McMahon-correspondentie was een briefwisseling van juli 1915 tot februari 1916 tussen Hoessein bin Ali, de sjarief van Mekka, en Henry McMahon, de Britse Hoge Commissaris in Egypte. In de briefwisseling zegde het Verenigd Koninkrijk onafhankelijkheid toe aan de Arabieren in grote delen van het Midden-Oosten.

## Aanloop
Voordat het Ottomaanse Rijk in 1914 aan de kant van Duitsland mee ging doen aan de Eerste Wereldoorlog, hadden de Britten Hoessein benaderd. Beoogd werd zijn steun te krijgen in de op handen zijnde aanval tegen het Ottomaanse Rijk op het geo-politiek zo belangrijke grondgebied rond het Suezkanaal. De Britten wilden zo snel mogelijk Turkije verslaan om door te kunnen stoten naar Centraal-Europa.

## Correspondentie
Hoessein bin Ali verklaarde in opstand te komen, hierin zeer actief gesteund door de Britse verbindingsofficier T.E. Lawrence, die beter bekend is als Lawrence of Arabia. Het doel van Hoessein was om een onafhankelijke Arabische staat te vestigen, waarover hijzelf wilde regeren. De sjarief wilde zijn gebied vestigen in alle Arabische provincies (sandjaks) van het Ottomaanse Rijk, van Mersin in het noorden tot aan de Perzische grens in het oosten, van de Middellandse Zee tot aan het zuiden van het Arabisch Schiereiland.
In McMahons tweede brief van 24 oktober 1915 beloofde hij steun aan de Arabische onafhankelijkheid, met enkele beperkingen:
The districts of Mersin and Alexandretta, and portions of Syria lying to the west of the districts of Damascus, Homs, Hama and Aleppo, cannot be said to be purely Arab, and must on that account be excepted from the proposed delimitation.
Subject to that modification, and without prejudice to the treaties concluded between us and certain Arab Chiefs, we accept that delimitation.
As for the regions lying within the proposed frontiers, in which Great Britain is free to act without detriment to interests of her ally France, I am authorized to give you the following pledges on behalf of the Government of Great Britain, and to reply as follows to you note:
That subject to the modifications stated above, Great Britain is prepared to recognize and uphold the independence of the Arabs in all the regions lying within the frontiers proposed by the Sharif of Mecca.
In andere passages in dezelfde brief refereert McMahon aan het feit dat de Arabieren exclusief advies moeten krijgen van de Britse overheid, een vage verwijzing naar de belangen van het Verenigd Koninkrijk in het Arabische gebied. De verwijzing naar de gebieden die nu Syrië en Libanon vormen, was een duidelijke verwijzing naar de Franse en katholieke invloed in dat gebied.
In de brief werd dus geen uitzondering gemaakt voor Palestina. Het sandjak van Jeruzalem, dat twee derde van Palestina besloeg, lag ten zuiden van de genoemde gebieden. Zowel de Arabieren als het Verenigd Koninkrijk gingen er toen van uit dat Palestina bij de Arabieren zou horen, iets waar de Britse regering later op terug zou komen.
Hoessein maakte in zijn laatste brief van 1 januari 1916 duidelijk McMahons beperkingen alleen tijdelijk te accepteren tot na afloop van de oorlog:
As regards the northern parts and their coasts, we have already stated in our previous letter what were the utmost possible modifications, and all this was only done so to fulfill those aspirations whose attainment is desired by the will of the Blessed and Supreme God. It is this same feeling and desire which impelled us to avoid what may possibly injure the alliance of Great Britain and France and the agreement made between them during the present wars and calamities; yet we find it our duty that the eminent minister should be sure that, at the first opportunity after this war is finished, we shall ask you (what we avert our eyes from to day) for what we now leave to France in beirut and its coasts.
I do not find it necessary to draw your attention to the fact that our plan is of greater security to the interests and protection of the rights of Great Britain than it is to us, and will necessarily be so whatever may happen, so that Great Britain may finally see her friends in that contentment and advancement which she is endeavouring to establish for them now, especially as her Allies being neighbours to us will be the germ of difficulties and discussion with which there will be no peaceful conditions. In addition to which the citizens of Beirut will decidedly never accept such dismemberment, and they may oblige us to undertake new measures which may exercise Great Britain, certainly not less than her present troubles, because of our belief and certainty in the reciprocity and indeed the identity of our interests, which is the only cause that caused us never to care to negotiate with any other Power but you. Consequently, it is impossible to allow any derogation that gives France, or any other Power, a span of land in those regions.
Hierna veroverde Hoessein in juni 1916 de heilige stad Mekka op de Turken, de eerste overwinning van de opstandelingen.
Niet duidelijk is overigens wie van de Arabieren de leider over de staat zou moeten worden. De correspondentie vermeldt geen directe toezegging aan Hoessein dat hij koning van de Arabieren mocht worden.

## Andere toezeggingen door de Britse overheid
In het geheime Sykes-Picot Verdrag tussen het Verenigd Koninkrijk en Frankrijk van mei 1916, een half jaar na McMahons brief, werden de kustzones van de Arabische gebieden tussen beide landen verdeeld. Het binnenland bleef onverdeeld en er zouden een of meerdere Arabische stamhoofden onafhankelijk kunnen regeren. Daarnaast zou er een niet nader gespecificeerd internationaal bestuur komen rondom Jeruzalem en grote delen van Palestina.
In 1917 werd de Balfour-verklaring gepubliceerd, waarin de Britse overheid de toezegging deed voor een 'Joods Nationaal Thuis' in Palestina. De precieze vorm van dit 'thuis' was niet nader bepaald, maar Lord Balfour en de Britse premier, evenals vooraanstaande zionisten, gingen ervan uit dat dit 'thuis' op termijn zou uitgroeien tot een joodse staat.
Daarnaast deden de Britten ook diverse toezeggingen aan de Saoedi's.

## Na afloop van de oorlog
De verschillende verklaringen waren tegenstrijdig aan elkaar. Het was duidelijk dat het Verenigd Koninkrijk zijn enige bondgenoot Frankrijk niet zou laten vallen voor de sjarief, die toch al grotendeels afhankelijk was van hen.
Op de Vredesconferentie van Parijs in 1919 sloot de zoon van Hoessein, Faisal I met Chaim Weizmann van de zionistische beweging een overeenkomst waarin beiden elkaar steun toezegden voor hun nationale aspiraties. Faisal maakte zijn deel van de overeenkomst afhankelijk van het nakomen van de Britse toezegging betreffende Syrië .
Faisal I en zijn broer Abdoellah, die beiden de Arabische Opstand hadden geleid, verklaarden zich in 1920 onafhankelijk in Syrië/Libanon respectievelijk Irak.
Frankrijk en het Verenigd Koninkrijk haastten zich hierop de Hoge Raad van de Volkenbond bijeen te roepen. De Volkenbond bepaalde in 1920 dat Syrië en Libanon mandaatgebieden van Frankrijk zouden worden. Het Verenigd Koninkrijk kreeg het mandaat over Palestina, met een verwijzing naar het Joods Nationaal Thuis, en over Transjordanië en Irak.
Hoewel Faisals troepen hierop Frankrijk de oorlog verklaarden, werden zij vernietigend verslagen.
In de zogenoemde Churchill White Paper  van 1922 werd nader ingegaan op de verschillende verdragen, en geprobeerd de tegengestelde beloftes met elkaar te verenigen. Enerzijds verklaarde de Britse overheid dat Palestina ten westen van de Jordaan (de Sandjak van Jeruzalem zowel als de vilayet van Beiroet) behoorde tot de door McMahon genoemde uitgezonderde gebieden; anderzijds werd het gebied ten oosten van de Jordaan expliciet van joodse immigratie uitgesloten, en werd verklaard dat de Arabieren in Palestina niet onder joods bestuur zouden komen.
In 1924 verklaarde Hoessein bin Ali zich tot kalief maar hierop werd hij door Abdoel Aziz al Saoed aangevallen en verslagen.